# Kleine Entente

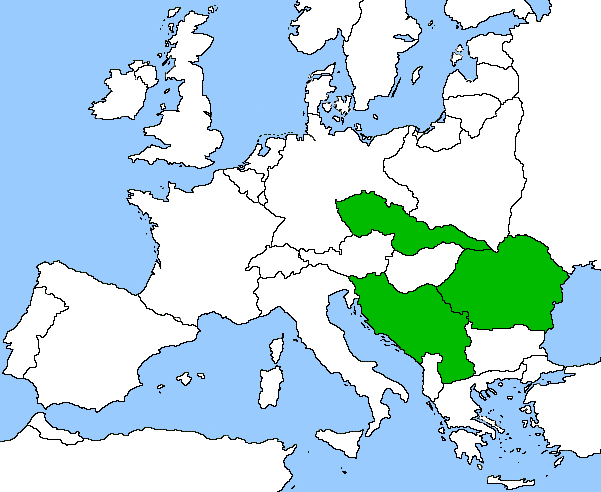
Kaart van de Kleine Entente

In 1921 ontstond de zogenaamde Kleine Entente tussen Joegoslavië, Roemenië en Tsjecho-Slowakije. Dit was bedoeld als een verdedigingsblok tegen mogelijk Hongaars revanchisme. Toen het oude Hongaarse koninkrijk bij het Verdrag van Trianon in 1920 verdeeld was, had men namelijk de etnische grenzen niet erg in acht genomen, en er woonden daarna grote Hongaarse minderheden in Roemenië en de andere twee landen. De Kleine Entente stond eerst onder grote invloed van Frankrijk, dat het als een instrument zag om tegenwicht te bieden aan de communistische dreiging vanuit de Sovjet-Unie, of revisionisme vanuit Duitsland, Oostenrijk of Hongarije. Men was banger voor een herstel van het Habsburgse keizerrijk dan voor de Anschluß van Oostenrijk bij Duitsland. Dit bleek een misvatting te zijn. Het blok bleek echter slechts te werken tegenover Hongarije: toen Duitsland in 1938 Tsjecho-Slowakije bedreigde, beweerden Roemenië en Joegoslavië dat de Kleine Entente slechts tegen het sinds 1920 gekortwiekte Hongarije gericht was, en zij dus in dit geval geen contractuele verplichtingen jegens Praag hadden. Overigens wist Hongarije in 1939 en 1940 alsnog gebieden van Roemenië en Tsjecho-Slowakije te annexeren, zonder dat een enkel land hiernaar kraaide. Onder de dominantie van de asmogendheden bleek de Kleine Entente slechts een dode letter.